# ديفيد يونغ (لاعب كرة قدم أسترالية)
ديفيد يونغ (بالإنجليزية: David Young)‏ هو لاعب كرة قدم أسترالية أسترالي، ولد في 4 أبريل 1954.

## وصلات خارجية
- ديفيد يونغ على موقع AustralianFootball.com (الإنجليزية)
- ديفيد يونغ على موقع AFLtables.com (الإنجليزية)